# Ютика (Ню Йорк)
Вижте пояснителната страница за други значения на Ютика.
Ю́тика (на английски: Utica, английско произношение: /juːtɨkə/), неправилно Утика, е град в САЩ, административен център на окръг Онайда, щата Ню Йорк.

## География
Градът е разположен в долината Мохоук в централната част на щата Ню Йорк. В града има множество паркове, предлагащи благоприятни условия за летни и зимни спортове.
Населението на града (по приблизителна оценка от 2017 г.) е 60 653 души.